# The Return of Doctor Mysterio
"The Return of Doctor Mysterio" é um episódio especial de Natal da série de ficção científica britânica Doctor Who, transmitido originalmente através da BBC One em 25 de dezembro de 2016. Escrito por Steven Moffat e dirigido por Ed Bazalgette, este foi o décimo segundo episódio natalino desde que o programa retornou em 2005.
O episódio apresenta Peter Capaldi como o Décimo segundo Doutor e Matt Lucas como Nardole, reprisando o papel do episódio anterior, "The Husbands of River Song". É ambientado em Nova Iorque e envolve o Doutor e Nardole se juntando com a jornalista Lucy Fletcher (Charity Wakefield) e o super-herói O Fantasma (Justin Chatwin) para combater alienígenas em forma de cérebro.
"The Return of Doctor Mysterio" recebeu críticas altamente positivas de críticos.

## Enredo
Na véspera de Natal de Nova Iorque em 1992, um menino de 8 anos chamado Grant acorda e encontra o Doutor pendurado na janela do apartamento no 60º andar e acredita que ele é Papai Noel, mais tarde apelidando-o de Doutor Mysterio. Depois de levá-lo para o telhado, o Doutor revela que ele tinha acidentalmente ficado preso dentro de uma armadilha que ele estava montando, para evitar que pessoas interfiram em um dispositivo que ele havia construído para reverter os vários paradoxos que ele tinha causado na cidade. Buscando terminar seu trabalho, ele pede a Grant para ajudá-lo, fornecendo-lhe um copo de água para seu resfriado e uma pedra preciosa que concede um desejo necessária para alimentar o dispositivo. No entanto, Grant toma a pedra preciosa pensando ser remédio, concedendo a ele o seu desejo de ser um super-herói através da manifestação de superpoderes. Abandonando seus planos com o dispositivo, e descobrindo que os efeitos da pedra são permanentes, o Doutor faz Grant prometer não usar seus poderes antes de retorná-lo para cama.
Voltando a Nova Iorque em 2016, o Doutor conduz uma investigação na empresa multinacional de pesquisa científica Harmony Shoals, acreditando que toda a empresa é uma fachada para algo suspeito, encontrando uma repórter chamada Lucy Fletcher conduzindo uma investigação semelhante depois de uma conferência de imprensa realizada no início do dia pelo proprietário do edifício, o Sr. Brock. Ele e um empregado, o Dr. Sims, vão para uma abóbada e o Sr. Brock descobre que os cérebros nos frascos são de fato formas de vida alienígenas que pretendem transplantar-se nos corpos dos líderes mundiais, com o Dr. Sims revelando já ter sido submetido a este procedimento antes de cirurgiões fazer o mesmo procedimento no Sr. Brock. No 100º andar, o Doutor observa que os alienígenas estabeleceram uma filial em cada capital do mundo, embora Nardole, estranhamente observa que Nova Iorque não combina com esse padrão. Quando o Dr. Sims encontra o grupo e se prepara para eliminá-los, um super-herói mascarado chamado "Fantasma" invade e resgata o grupo, transportando Lucy de volta o mais próximo possível de sua casa. Deixando-a rapidamente, O Fantasma retorna a um quarto em seu apartamento, transformando de volta em Grant, que trabalha para ela como uma babá para seu filho, ficando chocado ao encontrar o Doutor e Nardole esperando por ele em seu apartamento, tendo rastreado ele pelo poder da pedra preciosa.
O Doutor revela que ele sabia que Grant estava usando seus superpoderes sob seu alter ego de Fantasma, mas que ele também está apaixonado por Lucy desde a escola, mas nunca admitiu verdadeiramente seus sentimentos. À medida que Lucy volta para casa, o Doutor se vê incapaz de mentir sobre o que eles encontraram e revela que os cérebros alienígenas planejam usar Harmony Shoals para ajudá-los a assumir o controle dos líderes mundiais e que, quando isso for feito, o resto do mundo será colonizado. Deixando-a para trás para se preparar para uma entrevista criada pelo alter ego de Grant, o Doutor retorna a filial de Nova Iorque para aprender mais sobre os planos do alienígena, alertando-os efetivamente de sua intenção de detê-los. Escapando na TARDIS, tanto ele como Nardole rapidamente rastreiam a espaçonave dos cérebros em uma órbita baixa acima da Terra, após o que eles descobrem que seu reator foi colocado em um estado crítico. O Doutor de repente percebe que seu plano é soltar a nave em Nova Iorque como uma bomba, vaporizando tudo dentro da cidade, exceto o edifício da Harmony Shoal, que o Dr. Sims revelou que tinha sido projetado para suportar a explosão, e que os outros edifícios nas capitais seriam usados como abrigos pelos líderes mundiais na crença de que a Terra estava sob ataque alienígena. Ao saber que a nave não devia cair até o momento certo, o Doutor imediatamente re-programa a nave para começar a cair, deixando os cérebros horrorizados.
Enquanto isso, o Fantasma participa de sua entrevista com Lucy, respondendo a suas perguntas enquanto luta para revelar-se como Grant, sem saber que Brock e os cirurgiões do alienígena foram enviados para capturar o seu corpo para um transplante. O Fantasma foge quando o casal é capturado, retornando como Grant para tentar resgatar Lucy e seu filho, assim como a nave do alienígena começa a cair. O Doutor, percebendo que não pode usar a TARDIS para mudar o curso da nave como planejou, transmite uma mensagem a Grant, pedindo sua ajuda. Forçado a revelar aos alienígenas e Lucy que ele é o Fantasma, Grant se move na posição e para o navio com seus superpoderes para a surpresa de Lucy. Enquanto Grant voa com Lucy e reboca a nave, o Doutor revela a Brock que a UNIT fechou as filiais da Harmony Shoals, embora ninguém note que o cérebro do Dr. Sims se transferiu para um soldado. Quando o Doutor se prepara para ir embora, Grant revela a ele sua intenção de cumprir sua promessa e interrompe sua vida como um super-herói. Enquanto o Doutor se prepara para sair, Lucy pergunta a ele sobre o que está o deixando triste, apenas para receber uma resposta enigmática dele. Nardole explica que se trata sobre a perda de River Song, afirmando que em breve ele estaria feliz novamente antes de ir embora com o Doutor na TARDIS.